# Antípatro de Tarso
Antípatro de Tarso (en griego: Ἀντίπατρος; muerto 130/129 a. C.) fue un filósofo estoico, discípulo y sucesor de Diógenes de Babilonia como jefe de la escuela estoica, y maestro de Panecio de Rodas. Escribió obras sobre los dioses y sobre la adivinación.

## Vida
Poco se conoce de su vida. Lo poco que se sabe de sus opiniones filosóficas no sería suficiente para alcanzar una gran reputación, si no fuera por el testimonio de los autores antiguos sobre su mérito. Plutarco le considera uno de los principales filósofos estoicos, con Zenón, Cleantes, y Crisipo, y Cicerón le menciona como notable por su agudeza. Parece haber tomado la iniciativa en las disputas entre su escuela y la Academia Platónica, aunque se dice que se sentía tan inferior ante la argumentación de su contemporáneo Carnéades en los debates públicos que se limitó a la escritura. Según Diógenes Laercio, se suicidó con veneno.

## Obra
Concebía a Dios como «un Ser bendito, incorruptible, y benévolo con los hombres» y culpaba a los que atribuían «generación y corrupción» a los dioses, que era al parecer la doctrina de Crisipo. Además de este tratado sobre los dioses, escribió dos libros sobre la adivinación, un tema habitual entre los estoicos, en los que probaba la benevolencia divina y explicaba los sueños como insinuaciones sobrenaturales sobre el futuro, y recogía relatos de adivinación atribuidos a Sócrates.